# Jean Tilho
Auguste Jean Marie Tilho (Domme, 1er mai 1875 - Paris, 8 avril 1956) est un général (du Service géographique de l'armée) et explorateur français. En hommage à son père, Tilho ne gardera que son deuxième prénom, Jean, dans toutes ses publications et signatures

## Biographie

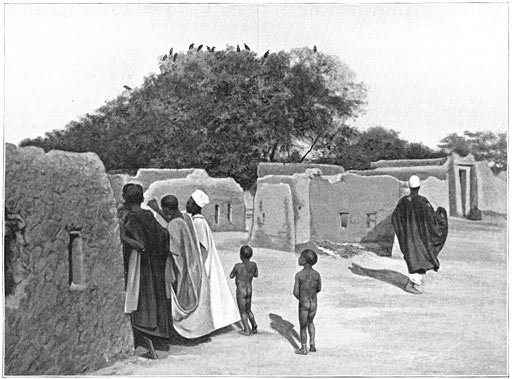
Rues de Zinder photographiées en 1906 au cours de la mission Tilho

Il sort de Saint-Cyr en 1895 dans l'Infanterie coloniale et participe aussitôt en Afrique à des missions de délimitation de frontières. En 1903-1904, membre de la mission Moll, il travaille aux frontières Niger français et Nigeria britannique puis, en 1906-1907, dirige une mission politico-scientifique dans le même secteur. Parti de Gaya, il parcourt alors le Dallol Maouri, le Gober et le Damergou et atteint le lac Tchad vers Bosso.
En 1908, il visite le Bahr El Ghazel tchadien et le lac Fitri.
Victor Emmanuel Largeau le charge en 1912 du commandement du Kanem ce qui l'amènera à être le commandant en second de la Colonne du Borkou, participe alors aux opérations militaires du Borkou et de l'Ennedi dont la prise d'Aïn Galaka contre les Senoussistes,.
Le 8 janvier 1914, Largeau le nomme commandant de la circonscription du Borkou-Ennedi qu'il vient de créer avec chef-lieu à Faya. En raison de la guerre il va rester à ce poste jusqu'en 1917 ce qui lui donne l'opportunité de multiplier ses travaux scientifiques sur cette région ainsi que sur le Tibesti, alors dans le Territoire voisin du Niger. Outre l'action de 'pacification' de ces régions, en vrai naturaliste, il étudie à la fois la climatologie, les sciences naturelles et l'ethnographie des confins du Tchad, du Soudan anglo-égyptien et de la Libye.
Ses travaux scientifiques s'avèrent considérables. Il s'attache particulièrement au lac Tchad dont il établit l'emplacement exact, exclue la possibilité d'une communication Tchad-Nil, démontre que les variations périodiques du lac ont des causes entièrement météorologiques et que le lac n'est pas en voie de disparition à cause d'un dessèchement climatique mais en raison d'une capture du système Logone-Chari par la Bénoué.
Il a en outre établi plus de deux mille kilomètres de cartographie très détaillés d'une zone s'étendant du Tibesti au Darfour. 
En 1918 il est élu membre correspondant de l’Académie des sciences mais malgré l'importance de ses travaux et de sa notoriété il ne sera élu membre titulaire de l'Académie des sciences  dans la "Section de géographie et de navigation" que le 20 juin 1932.
Général de brigade (1932), il est fait Grand officier de la Légion d'honneur en 1935.

## Travaux
- Exploration du lac Tchad, La Géographie, 1906, p. 195-214
- Grammaire et contes haoussas, Imprimerie nationale, 1909 (avec Moïse Landeroin)
- Dictionnaire haoussa, Imprimerie nationale, 1909 (avec Moïse Landeroin)
- Documents scientifiques de la mission Tilho, 1910
- Le Tchad et les pays-bas du Tchad, La Géographie, 1910, p. 149-168
- Explorations en Afrique centrale (Borkou, Ennedi, Tibesti), La Géographie, 1916-1917, p. 401-417
- Une mission scientifique de l'institut de France en Afrique centrale (1912-1917), 1919